# Церква Успіння Божої Матері (Святогорівка)

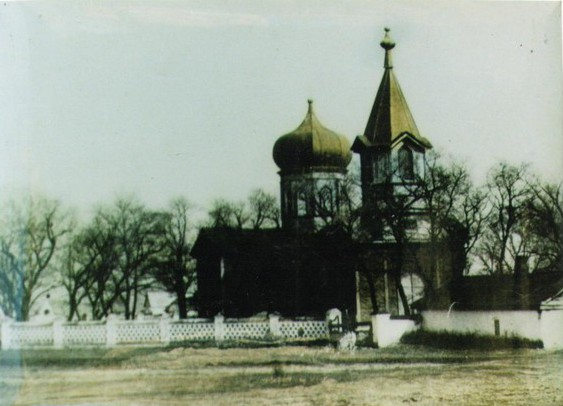

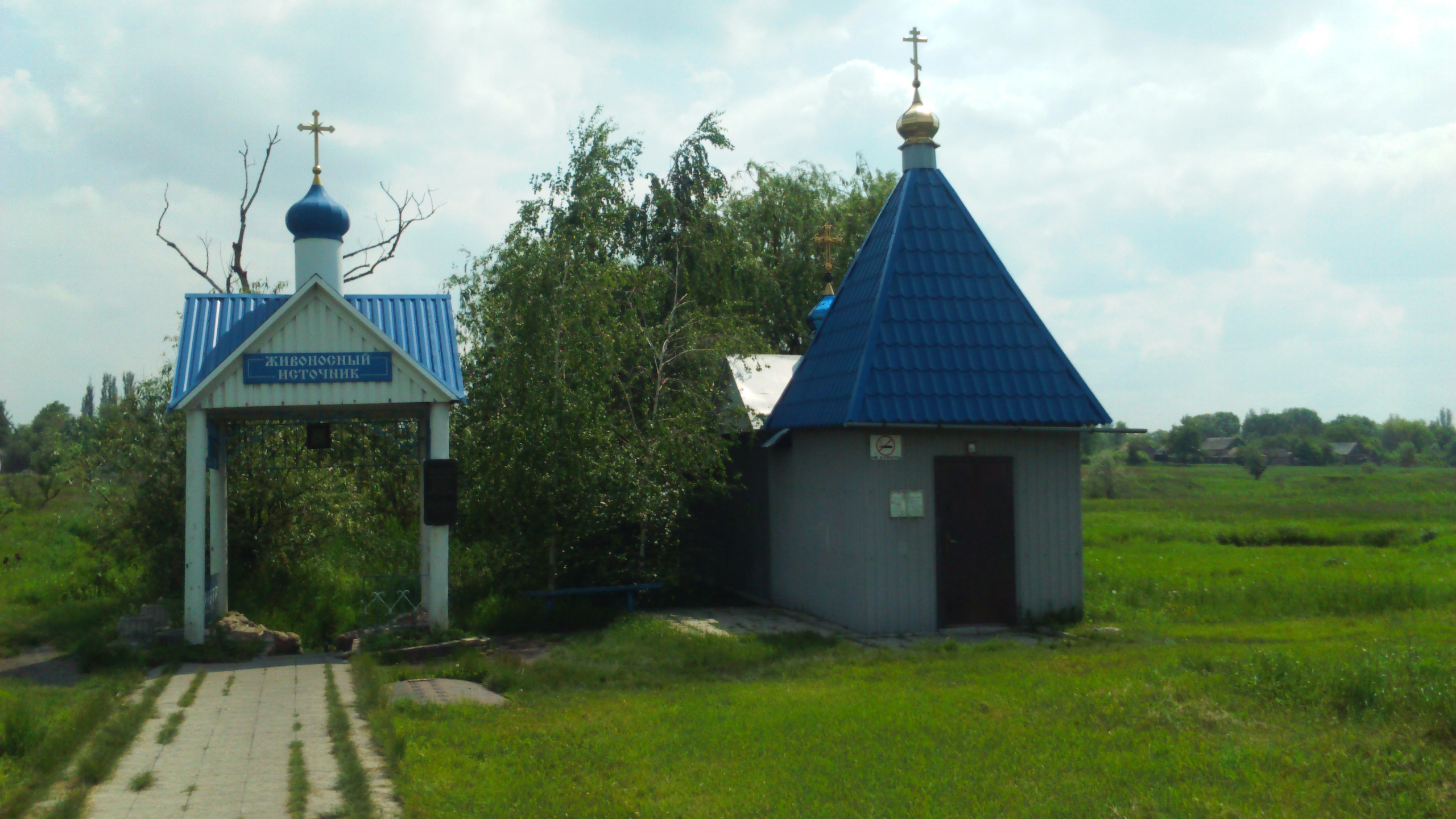

Церква Успіння Божої Матері — православна церква Української православної церкви Московського патріархату у селі Святогорівка Добропільського району на Донеччині.

## Історія
Перша церква в селі побудована у 1794 р, поміщиком Святогором Штепенко.
У 1813 р. збудована нова дерев'яна церква. Дах був залізний, блакитного кольору. У 1860 році перебудована штаб-ротмістром Шаховим і в 1896 р. розширена дворянином І. Г. Єніним. У 1908 р. отримала статус «Успіння Пресвятої Богородиці».
Частина житилів села поставила питання про закриття місцевої церкви. Але під цим проханням потрібно було зібрати підписи населення. За це взялись комсомольці і довели справу до кінця. Церкву було закрито, там було створено клуб.
Восени 1949 року спалена більшовиками, а у 1950 р. перенесена у пристосоване приміщення за адресою Шевченка, 49. Залишалась до 1990 р. єдиною на Добропільщині.
З 1961 р. до 1996 р. настоятелем церкви був І. С. Сапай («Іоан»).

## Настоятелі
- Матфей Орловський -1799-?1
- І. С. Сапай («Іоан»). 1961—1996